# Petite rivière aux Rats (vattendrag i Kanada, lat 47,45, long -73,22)
Petite rivière aux Rats är ett vattendrag i Kanada.   Det ligger i provinsen Québec, i den sydöstra delen av landet, 290 km nordost om huvudstaden Ottawa. Petite rivière aux Rats ligger vid sjön Petit lac aux Rats.
I omgivningarna runt Petite rivière aux Rats växer i huvudsak blandskog. Trakten runt Petite rivière aux Rats är nära nog obefolkad, med mindre än två invånare per kvadratkilometer.